# Selenops malinalxochitl
Espèce
Selenops malinalxochitl est une espèce d'araignées aranéomorphes de la famille des Selenopidae.

## Distribution
Cette espèce est endémique du Mexique. Elle se rencontre au Puebla et au Morelos.

## Description
La femelle holotype mesure 9,33 mm.

## Étymologie
Son nom d'espèce lui a été donné en référence à Malinalxochitl.

## Publication originale
- Crews, 2011 : A revision of the spider genus Selenops Latreille, 1819 (Arachnida, Araneae, Selenopidae) in North America, Central America and the Caribbean. ZooKeys, no 105, p. 1-182 (texte intégral).